# Riera de Pertegàs
La riera de Pertegàs és un curs fluvial de la comarca del Vallès Oriental, afluent per l'esquerra de la Tordera, aigua avall de Sant Celoni, que neix als vessants meridionals del Turó de l'Home i drena també els termes de Fogars de Montclús i de Campins.
La riera neix a 1.440 m d'altitud i va canviant de nom segons els trams: més endavant rep el nom de Sot de l'Infern, a les proximitats de Mosqueroles passa a anomenar-se el Rifer i riera de Mosqueroles, i finalment es coneix com a riera de Pertegàs, quan abandona el terme de Fogars de Montclús.